# Funivia del Lagazuoi
La funivia del Lagazuoi collega il passo di Falzarego (2.117 m) con il rifugio Lagazuoi (2.752 m), nei pressi del Piccolo Lagazuoi; essa si trova nel territorio comunale di Cortina d'Ampezzo in provincia di Belluno.

## Storia

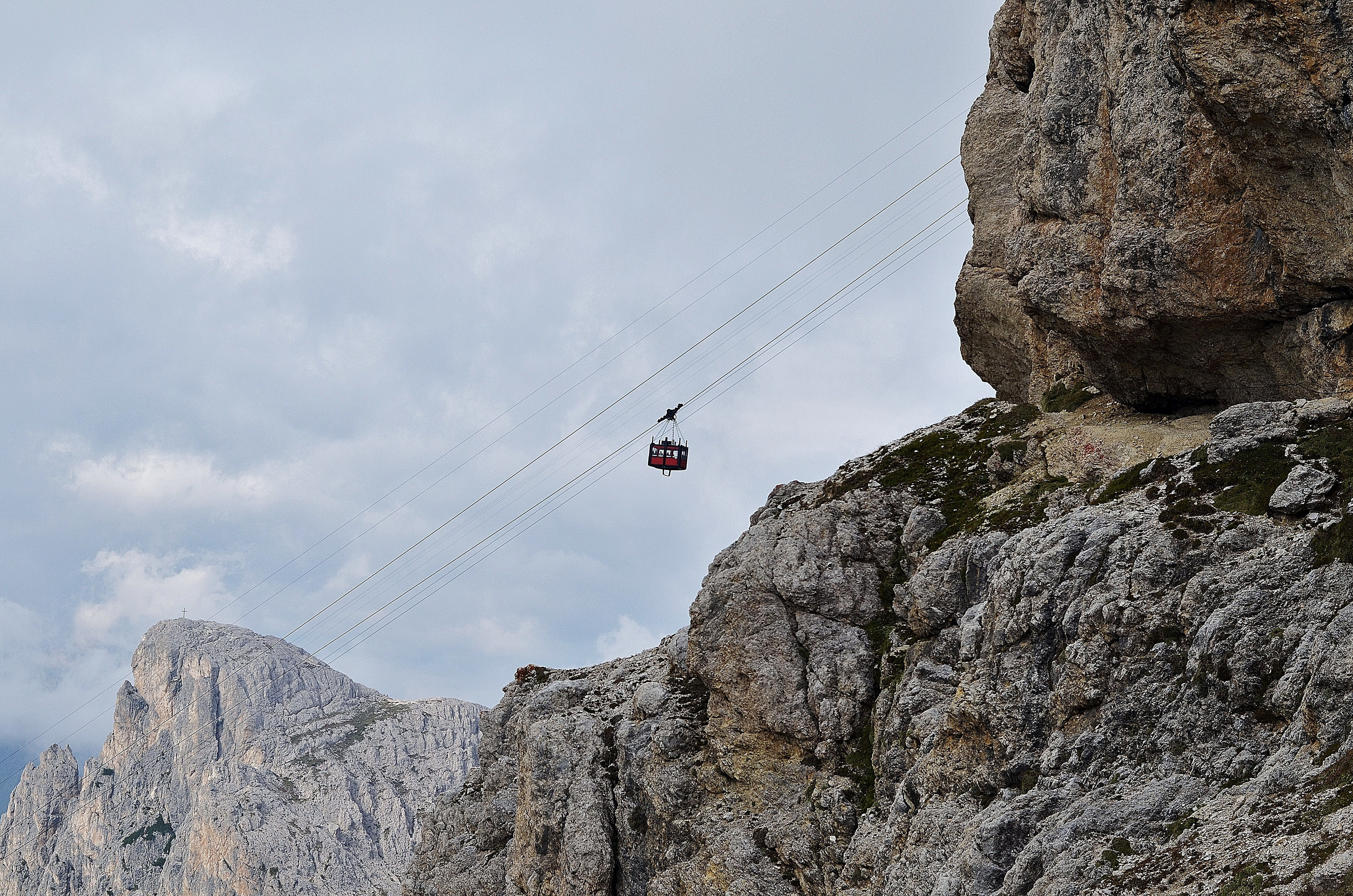
Vista da est

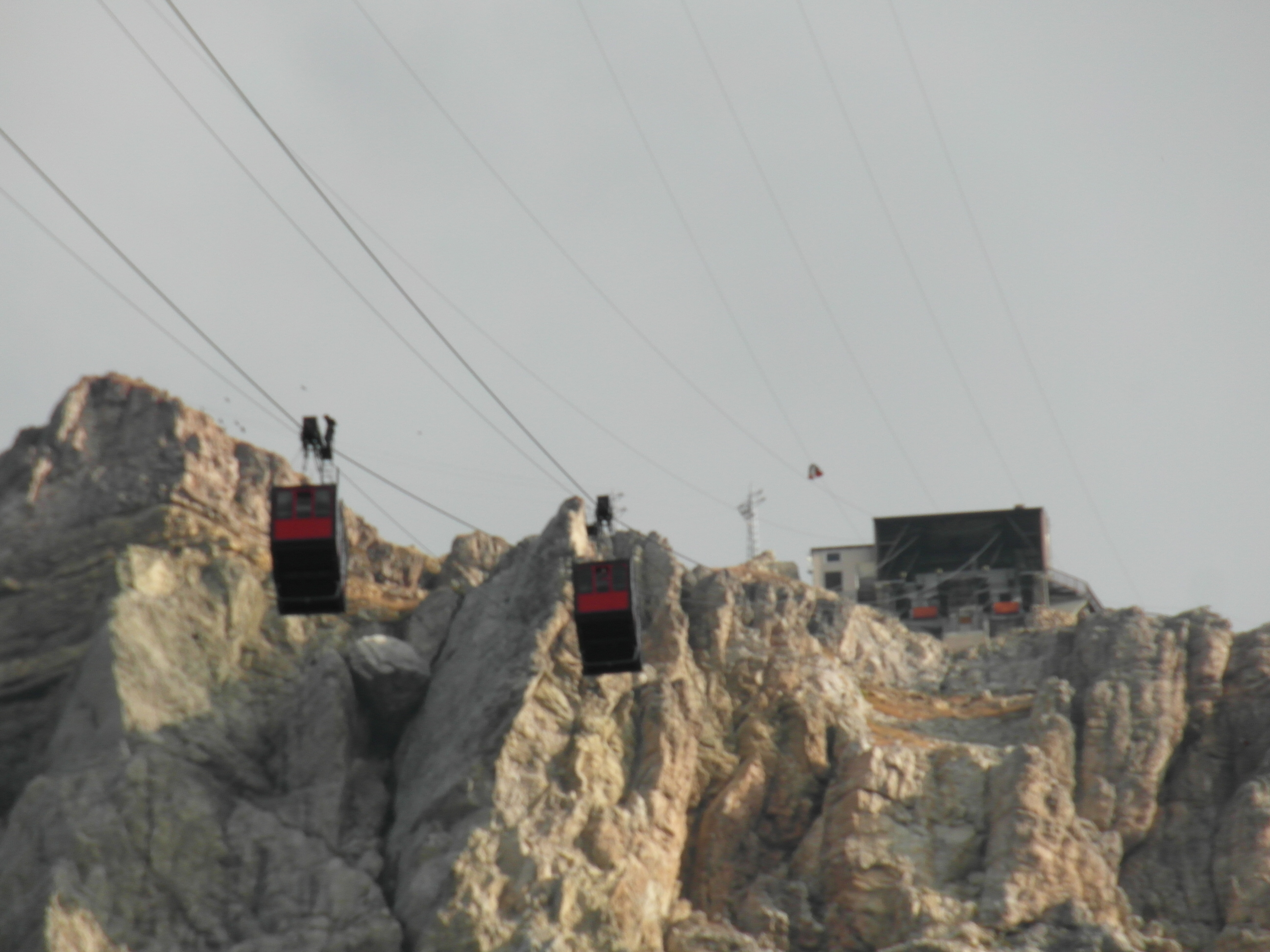
Stazione superiore

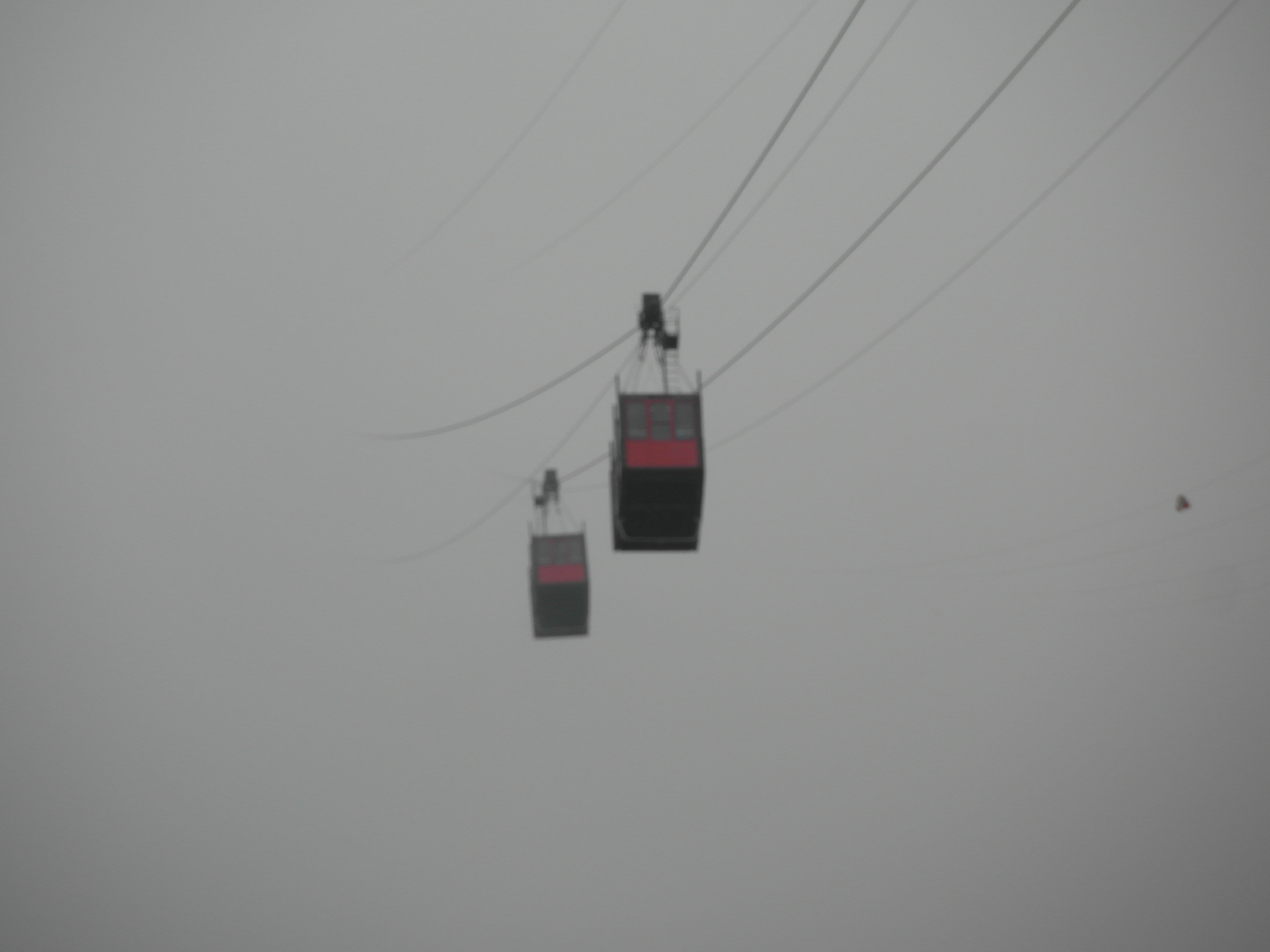
Le due cabine nella nebbia

Fu costruita tra il 1963 ed il 1964 su progetto dell'ing. Ugo Illing dalla ditta Hölzl di Lana (BZ), ora Doppelmayr Italia. Le cabine avevano una capacità di 25 persone.
L'impianto venne ammodernato nel 1988, sempre su progetto dell'ing. Illing, dalla ditta Agudio e le sue due cabine, uniche al mondo nel loro genere per la sospensione su funi, portano fino ad un massimo di 50 persone.
La funivia è attiva sia durante la stagione estiva che in quella invernale: infatti dalla stazione a monte hanno inizio due piste da sci che scendono fino al Falzarego e fino alla località Armentarola.

## Incidente
La mattina del 27 luglio 1987, un aereo a reazione Aermacchi MB-326 dell'Aeronautica militare italiana tranciò con l'ala la fune traente. L'aereo, decollato dall'aeroporto di Vicenza, era in volo di addestramento e, a causa dei danni subiti nell'incidente, precipitò 5 minuti dopo la collisione nei pressi di San Giorgio della Richinvelda, a circa 84 chilometri dal luogo dell'impatto. Il pilota e il co-pilota furono in grado di eiettarsi, riportando solo ferite lievi.
Le due cabine vennero fermate dai freni di emergenza: nella cabina inferiore, che era partita dalla stazione a valle pochi secondi prima, c'erano 25 persone oltre all'operatore di cabina, cinque delle quali hanno richiesto cure mediche all'ospedale di Cortina d'Ampezzo con ferite lievi. La cabina partita dalla stazione superiore era già sopra l'abisso, alto diverse centinaia di metri, ma era vuota tranne che per l'operatore di cabina, rimasto illeso.

## Caratteristiche tecniche
Dalla stazione inferiore del passo di Falzarego, situata a quota 2101 m s.l.m., la funivia corre su un cavo sospeso senza supporti fino alla stazione superiore costruita 641 m più in alto, a quota 2742 m s.l.m. sul bordo di una parete rocciosa; la lunghezza inclinata è di 1150 m. Il motore principale ha una potenza di 320 kW.
Le due funi portanti hanno un diametro di 56 mm, la fune traente 26 mm, la fune di zavorra 21 mm e la fune di soccorso 15 mm. Le corde di sospensione sono saldamente ancorate alle due estremità senza un dispositivo di tensionamento.
Le cabine, che hanno una capacità fino a 50 passeggeri, non sono collegate al carrello mediante la classica struttura di sospensione, ma con funi metalliche. Viaggiano a una velocità massima di 10 m/s (36 km/h). Non hanno una porta scorrevole ad apertura laterale, come al solito, ma due porte affiancate che scorrono verso l'alto.